# Tighten Up
Singles de Archie Bell and the Drells
(There's Gonna Be) A Showdown
(1968) I Can't Stop Dancing
(1968)
Tighten Up est une chanson du groupe vocal masculin afro-américain Archie Bell and the Drells.
Publiée en single (sur le label Atlantic Records) en mars 1968, elle a atteint la 1re place du palmarès Hot 100 du magazine musical américain Billboard, passant en tout 15 semaines dans ce classement.
La chanson est aussi incluse dans le premier album d'Archie Bell and the Drells, qui sort dans la même année et s'intitule également Tighten Up.
En 2004, Rolling Stone classe cette chanson, dans la version originale d'Archie Bell and the Drells, 265e sur sa liste des « 500 plus grandes chansons de tous les temps » (en 2010, le magazine rock américain met à jour sa liste, maintenant, la chanson est 270e). Elle est également sélectionnée par le Rock and Roll Hall of Fame, en 1995, comme l'une de « 500 chansons qui ont façonné le rock 'n' roll ».

## Composition
La chanson est écrite par Archie Bell et Billy Buttier. L'enregistrement d'Archie Bell and the Drells est produit par Skipper Lee Frazier.